# Francisco de Zurbarán

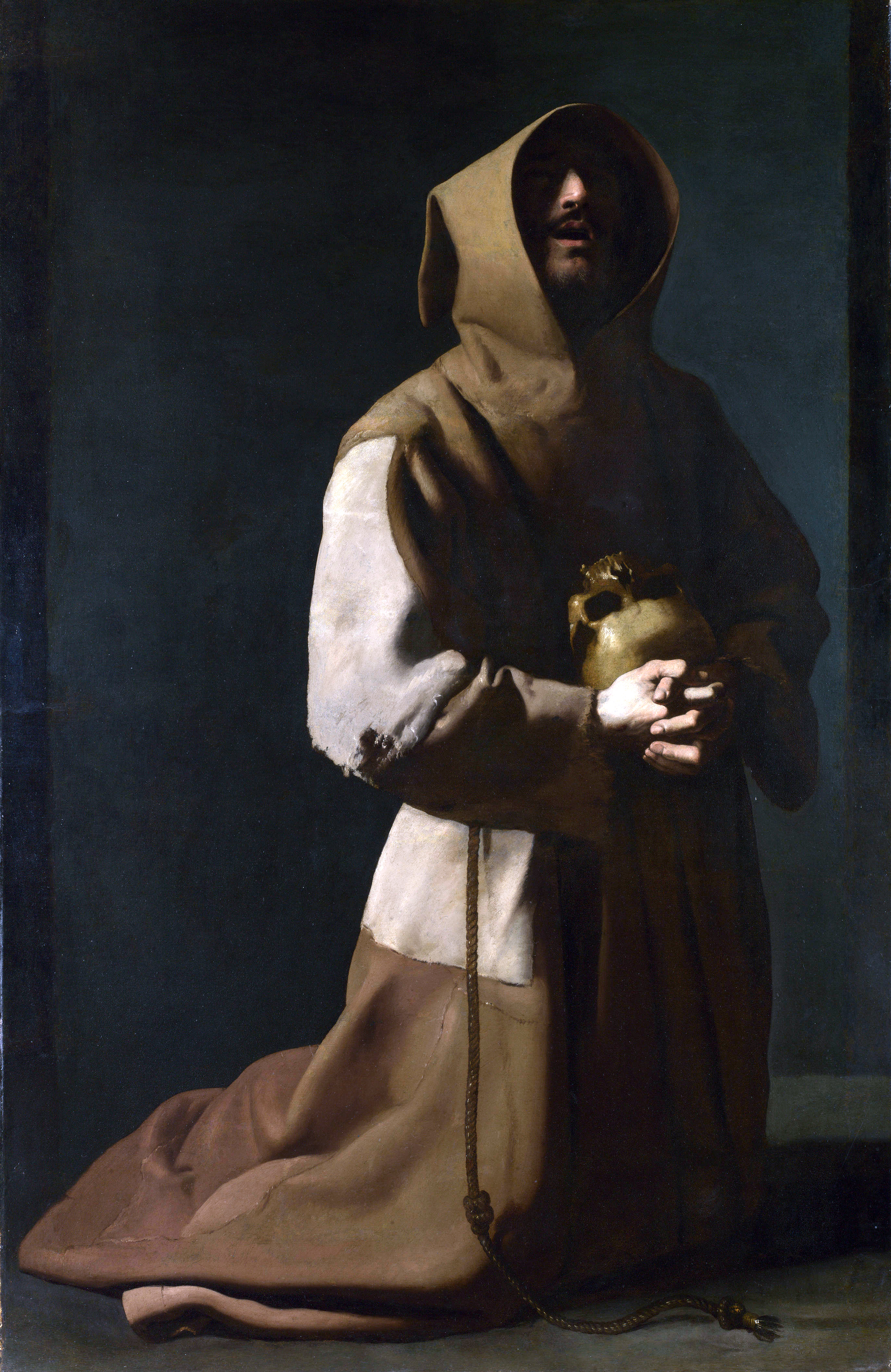
Francisco de Zurbarán - "Den helige Franciskus i bön" (1635-1639). National Gallery, London.

Francisco de Zurbarán, född 7 november 1598 i Fuente de Cantos, Spanien, död 27 augusti 1664 i Madrid, var en spansk (baskisk) målare av porträtt och religiösa motiv.

## Biografi
Francisco de Zurbarán kom från enkla förhållanden. Hans far Luis Zurbarán, som kom från Baskien, var arbetare. Modern hette Isabel Marquet. Som ung besökte han ofta Juan de las Roclas ateljé, och blev dennes elev. Vid arton års ålder upptäckte en greve hans talang och gav honom i uppdrag att dekorera katedralen i Sevilla. Zurbarán flyttade då till Sevilla, som var ett av Spaniens mest betydande konstcentra, som dess officielle målare. Uppdraget att utsmycka det nya kungliga palatset, Buen Retiro i Madrid, med en svit målningar, Herkules stordåd (1642), fick han förmodligen genom sin gode vän Diego Velázquez. Från 1628 till 1640 arbetade han på ett större antal målningar för Hieronymusklostret i Guadalupe. Efter 1640 hade han föga framgång och dog i fattigdom.
Utmärkande för Zurbaráns målningar är de hela ytorna i klara färger, med starkt kontrasterande dissonanser av gult, karmosinrött och blått. Mot slutet av hans liv ägde dock en förändring rum, och hans färger blev mindre grälla och deras inbördes förhållanden mer subtila. Detta kan delvis bero på att han måste tillmötesgå kraven från sina beställare - klostren. Eftersom han framlevde sitt liv i deras närhet skapade han verk som förkroppsligade den religiösa mystiken och andligheten. Hans verk utövade ett stort inflytande i Spanien och i de spanska kolonierna i Sydamerika och blev en viktig inspiration för de franska 1800-talsrealisterna. de Zurbarán är representerad vid bland annat Göteborgs konstmuseum och Nationalmuseum.